# Bondels-Damm
Der Bondels-Damm (englisch Bondels Dam) ist ein Staudamm in Namibia.
Der Damm liegt rund sieben Kilometer westlich von Karasburg. Er wurde 1959 eröffnet und wird von der Namibia Water Corporation betrieben. Die Staumauer erreicht eine Höhe von 5,25 Meter auf einer Länge von 800 Metern.  Das Einzugsgebiet hat eine Größe von etwa 280 km².